# Велинский, Ярослав
Ярослав Велинский (чеш. Jaroslav Velinský; 18 декабря 1932, Прага — 19 февраля 2012, Усти-над-Лабем) — чешский писатель
-фантаст, драматург, издатель, бард. Известен, как Kapitán Kid (Капитан Кид, другие псевдонимы: Вацлав Рабский, Дик Кларксон, Чарли П. Стоунбридж, Агата Била).

## Биография
В молодости занимался многими работами. Был шахтёром, токарем, ночным сторожем в зоопарке, мастером по ремонту спортивного оборудования. Позже работал сотрудником Либерецкого музыкального театра, художником, графическим дизайнером и типографом.
Музыкант. Играл на банджо и на свинг-гитаре. Пел уличные песни. В 1950-х годах создал свою первую песню. Автор более 50 песен в стиле кантри и других популярных песен, в том числе «Дженофефа», «Кринолина» и «Мария Селеста». Первый альбом No to se ví выпустил в 1983 году. В 1967 году был одним из организаторов чешского музыкального фестиваля Porta.
Специального литературного образования не имел, но много писал — в его активе пьесы для театра, фантастические и детективные произведения. Свою первую научно-фантастическую книгу написал в 1969 году.
Автор романов «Записки из Гарта», «Путь к спасению», «Энгерлинги», «Фиалки для королевы», «Границы мести», сборников «Континент неограниченных возможностей», «Дан Юнг: Другой риск». Главным героем большинства его детективных произведений
является детектив Ота Финк.
В 1999 году основал издательство «Kapitán Kid».
В 2002 году в качестве почётного гостя присутствовал на ежегодном конгрессе Европейского общества научной фантастики — Еврокон.

## Избранная библиография
- Tmavá Studnice (1984),
- Našeptavač (1989),
- Čenž se smrtí (1989),
- Zmizení princezny (1999),
- Dáma se zeleným slonem (2001),
- Strašidlo minulosti (2002),
- Velice dlouhé schody (2003),
- Volání odnikud (2003),
- Cesta pro vraha (2004),
- Dívka s copem (2005),
- Přibližné řešení (2005),
- Zahrádka smrti (2006),
- Bouda (2007),
- Případ výjimečné klibny (2008),
- Mosazná postel (2008),
- Studená sprcha (2009),
- Mistrova smrt (2010),
- Země Thugů (2010),
- Krásná vyhlídka (2011)
- Kočičí princ (2012).

## Награды
- Премия Golem SF Award (1985)
- Премия Иржи Марека за лучший детектив года (1999)
- Премия мэра города Усти-над-Лабем (2010)
- Премия Československého fandomu (посмертно, 2012)

В 1979—1984 годах под псевдонимом Доктор сотрудничал со Службой Госбезопасности Чехословакии.
Умер от рака лёгких.